# Coll de les Obagues (els Guiamets)
El Coll de les Obagues és una serra situada al municipi dels Guiamets a la comarca del Priorat, amb una elevació màxima de 202 metres.